# Gioele Bertolini
Gioele Bertolini (26 april 1995) is een Italiaans veldrijder en mountainbiker.
Bertolini behaalde in het mountainbike al twee wereldtitels, zijnde de wereldtitel cross-country voor juniores in 2013 en de wereldtitel relais mixte (in ploegenverband met Marco Aurelio Fontana, Eva Lechner en Gerhard Kerschbaumer). In het veldrijden werd hij reeks 3 maal Italiaans kampioen.

## Palmares

### Veldrijden
| Categorie | Seizoen   | Wereldbeker | Superprestige | Bpost bank trofee | WK  | EK  | IK   | Overige | Totaal aantal zeges |
| --------- | --------- | ----------- | ------------- | ----------------- | --- | --- | ---- | ------- | ------------------- |
| Junioren  | 2011-2012 |             |               |                   | 13e | 12e | Goud |         | 1                   |
| Junioren  | 2012-2013 |             |               |                   | 22e | 6e  | Goud | Oderzo  | 2                   |
| Junioren  | Totaal    | 0           | 0             | 0                 | 0   | 0   | 2    | 1       | 3                   |
| Beloften  | 2013-2014 |             |               |                   | 21e | 14e | Goud | Milaan  | 2                   |
| Beloften  | 2014-2015 |             |               |                   | 10e | 16e | 8e   |         | 0                   |
| Beloften  | 2015-2016 | Valkenburg  |               |                   | 7e  | 9e  | DNS  |         | 1                   |
| Beloften  | 2016-2017 | Valkenburg  |               |                   | 7e  | 6e  | DNS  |         | 1                   |
| Beloften  | Totaal    | 2           | 0             | 0                 | 0   | 0   | 1    | 0       | 3                   |

#### Resultatentabel elite
| Seizoen   |    | WK | EK  | IK   |    | Klassementen | Klassementen | Klassementen | Klassementen | Klassementen |       | UCI- ranking |  | Podia | Podia | Podia | Aantal crossen |
| Seizoen   | WB | WK | EK  | IK   | SP | Trofee       | TOI          | Swiss        | Goud         | Zilver       | Brons | UCI- ranking |  |       |       |       | Aantal crossen |
| --------- | -- | -- | --- | ---- | -- | ------------ | ------------ | ------------ | ------------ | ------------ | ----- | ------------ |  | ----- | ----- | ----- | -------------- |
| 2024-2025 |    |    | 16e | Goud |    |              |              |              |              |              |       |              |  | 6     | 1     | 1     | 9              |
| Totaal    |    | –  | –   | 1    |    | –            | –            | –            | –            | –            |       | –            |  | 6     | 1     | 1     | 9              |

#### Podiumplaatsen elite
| Legenda                       |
| ----------------------------- |
| Wereldkampioenschappen        |
| Continentale kampioenschappen |
| Nationale kampioenschappen    |
| Wereldbeker                   |
| Superprestige                 |
| Trofee                        |
| Overige veldritten            |

| Nr.           | Seizoen       | Datum             | Veldrit                                                | Cat.          | Wedstrijdserie                     |               |
| Overwinningen | Overwinningen | Overwinningen     | Overwinningen                                          | Overwinningen | Overwinningen                      | Overwinningen |
| ------------- | ------------- | ----------------- | ------------------------------------------------------ | ------------- | ---------------------------------- | ------------- |
| 1.            | 2024-2025     | 6 oktober 2024    | GP Citta' Di Tarvisio, Tarvisio                        | C2            | Losse cross (#1)                   | [ 1 ]         |
| 2.            | 2024-2025     | 13 oktober 2024   | CX Rivellino Osoppo, Osoppo                            | C2            | Losse cross (#2)                   | [ 2 ]         |
| 3.            | 2024-2025     | 26 oktober 2024   | International Cyclocross Increa Brugherio, Brugherio   | C1            | Losse cross (#3)                   | [ 3 ]         |
| 4.            | 2024-2025     | 27 oktober 2024   | Grand Prix Cicli Francesconi Salvirola, Salvirola      | C2            | Losse cross (#4)                   | [ 4 ]         |
| 5.            | 2024-2025     | 10 november 2024  | Turin International Cyclocross, San Francesco al Campo | C2            | Losse cross (#5)                   | [ 5 ]         |
| 6.            | 2024-2025     | 12 januari 2025   | Italiaans Kampioenschap Veldrijden, Fae' di Oderzo     | CN            | Italiaans Kampioenschap Veldrijden | [ 6 ]         |
| 2e plaatsen   |               |                   |                                                        |               |                                    |               |
| 1.            | 2024-2025     | 19 oktober 2024   | GP Internazionale Cx Citta' Di Jesolo, Jesolo          | C2            | Losse cross (#1)                   | [ 7 ]         |
| 3e plaatsen   |               |                   |                                                        |               |                                    |               |
| 1.            | 2024-2025     | 22 september 2024 | Radcross Illnau, Illnau                                | C2            | Losse cross (#1)                   | [ 8 ]         |